# Murda Sang
Murda Sang ist eine Ausgrabungsstätte. Es handelt sich hierbei um eine prähistorische bronzezeitliche Siedlung, sie liegt am Fluss Kanrach in Baluchistan. Der eigentliche Ort, mit schon fast städtischem Charakter, war ungefähr 6 Hektar groß, wobei im Umfeld eine lockere Bebauung ca. 35 Hektar einnimmt. Hier konnten Reste von Öfen beobachtet werden. Nördlich von Murda Sang finden sich archäologische Hinweise auf zwei Dämme, die künstliche Bewässerung nahegelegener Felder ermöglichten. Neben dem Ort, auf einem höheren Hügel, stand eine Festung, die die Anlage überwachte. Bei Ausgrabungen im Jahr 1998 konnten zwei Schichten mit verschiedenen Phasen festgestellt werden. Der Ort war von etwa 3000 bis 2600 v. Chr. schon einmal bewohnt. Die zweite Schicht gehört der späteren Kulli-Kultur (um 2500 bis 1900 v. Chr.) an. Die Häuser hatten Steinfundamente; auch Lehmziegel sind benutzt worden. Wenige Spuren von Besiedlung stammen aus jüngerer, historischer Zeit.